# Brunéi en los Juegos Olímpicos de Tokio 2020
Brunéi estuvo representado en los Juegos Olímpicos de Tokio 2020 por dos deportistas masculinos que compitieron en dos deportes.
El portador de la bandera en la ceremonia de apertura fue el nadador Muhammad Isa Ahmad. El equipo olímpico bruneano no obtuvo ninguna medalla en estos Juegos.